# Зальсажье
Зальсажье — упразднённая деревня в Палкинском районе Псковской области России. Входила в состав Палкинской волости.

## География
Деревня находилась в западной части Псковской области, в зоне хвойно-широколиственных лесов, к северу от автодороги 58Н-019, на расстоянии примерно 5 километров (по прямой) к северу от Палкина, административного центра района. Абсолютная высота — 72 метра над уровнем моря.

### Климат
Климат характеризуется как умеренно континентальный, влажный. Средняя многолетняя температура самого холодного месяца (января) составляет −7 °С, средняя температура самого тёплого (июля) — 17°С . Среднегодовое количество осадков — 700—750 мм, из которых большая часть выпадает в тёплый период. Снежный покров держится около 130 дней.

### Часовой пояс
Деревня Зальсажье, как и вся Псковская область, находится в часовой зоне МСК (московское время). Смещение применяемого времени относительно UTC составляет +3:00.

## Население
| 2001 | 2002 | 2010 | 2012 | 2016 |
| ---- | ---- | ---- | ---- | ---- |
| 0    | →0   | →0   | →0   | →0   |

## История
Упразднена Законом Псковской области от 20 сентября 2019 года.